# Montesa Impala Cross
La Montesa Impala Cross, anomenada Scrambler als EUA, fou un model de motocicleta de motocròs fabricat per Montesa entre 1963 i 1965. Derivada directament de la Impala, fou la primera motocicleta d'aquesta modalitat que produí en sèrie l'empresa i heretava els trets principals del model de carretera: motor de dos temps monocilíndric refrigerat per aire disponible en dues cilindrades (174 i 247 cc), bastidor de simple bressol, frens de tambor i amortidors de forquilla convencional davant i telescòpics darrere. Estèticament, però, se'n diferenciava per la seva adaptació al motocròs: parafangs i tub d'escapament elevats, pneumàtics de tacs, manillar ample, selló sobredimensionat, etc.
La Impala Cross fou un model reeixit tant en el vessant comercial com en l'esportiu, gràcies a la bona acollida que obtingué arreu del món i als pilots d'alt nivell internacional que s'integraren en l'equip oficial de fàbrica. A tall d'exemple, cal destacar els bons resultats aconseguits amb aquesta moto en el campionat del món i els respectius campionats estatals (així com en diverses curses internacionals) pel català Pere Pi, el belga Yves Dumont, l'occità Jacky Porte, el britànic Roger Snoad o els alemanys Fritz Betzelbacher, Georg Hauger i Otto Walz.

## Versions
| Versió                    | Id. Model                 | Cilindrada                | Anys                      | Núm. Sèrie                | Unitats | Pintura dipòsit              |  |
| ------------------------- | ------------------------- | ------------------------- | ------------------------- | ------------------------- | ------- | ---------------------------- |  |
| Impala Cross 175          | 13M                       | 175                       | 1963                      | 13M0001 - 75              | 75      | Vermell amb franja argentada |  |
| Impala Cross 250          | 13M                       | 250                       | 1964 - 1965               | 13M0076                   | 1.075   | Vermell amb franja argentada |  |
| Total d'unitats produïdes | Total d'unitats produïdes | Total d'unitats produïdes | Total d'unitats produïdes | Total d'unitats produïdes | 1.150   |                              |  |

## Característiques
Estèticament, la Impala Cross destacava per la combinació del típic dipòsit d'Impala Sport (vermell amb franja argentada) amb uns parafangs negres d'alumini. També cridava l'atenció el seu singular sistema d'escapament, molt curt i acabat sota el motor, a l'alçada del canvi. En l'apartat mecànic, partint de la base motor de la Impala se n'havia escurçat el desenvolupament per tal d'adaptar-lo al motocròs.
Fitxa tècnica
| Montesa Impala Cross | Montesa Impala Cross         | Montesa Impala Cross         | Montesa Impala Cross |
| -------------------- | ---------------------------- | ---------------------------- | -------------------- |
|                      | 175                          | 250                          |                      |
| Model                | 13M                          | 13M                          |                      |
| Núm. Sèrie           | 13M0001 - 75                 | 13M0076                      |                      |
| Anys                 | 1963                         | 1964 - 1965                  |                      |
| Diàmetre x Carrera   | 60,9 x 60 mm                 | 72,5 x 60 mm                 |                      |
| Compressió           | 14:1                         | 12:1                         |                      |
| CC                   | 174,77                       | 247,69                       |                      |
| CV                   | 17 a 7.500 rpm               | 23,1 a 8.000 rpm             |                      |
| Carburador           | Amal 30 mm                   | Amal 30 mm                   |                      |
| Canvi                | 4 velocitats                 | 4 velocitats                 |                      |
| Velocitat màxima     | 100 km/h                     | 105 km/h                     |                      |
| Suspensió davant     | Forquilla telehidràulica     | Forquilla telehidràulica     |                      |
| Suspensió darrera    | Amortidors oscil·lants       | Amortidors oscil·lants       |                      |
| Pneumàtics           | 2,75 x 19 (dv i dr)          | 3 x 19 (dv) // 4 x 18 (dr)   |                      |
| Frens                | Tambor 180 (dv i dr)         | Tambor 180 (dv i dr)         |                      |
| Dipòsit              | Vermell amb franja argentada | Vermell amb franja argentada |                      |